# Indo (empresa)
Indo es una empresa dedicada a la comercialización de lentes oftálmicas y bienes de equipo para las ópticas y los oftalmólogos.

## Historia
Indo fue fundada por los hermanos Cottet en 1937, cuando con motivo de la guerra civil, los tres hermanos habían abandonado Barcelona estableciéndose en Sevilla donde crearon una pequeña empresa con el nombre "Industria Nacional de Óptica", estas siglas darían el nombre a la futura INDO. Al cambiar el tamaño de la empresa se estableció en Sant Cugat del Vallés, continuando la actividad como fabricantes y distribuidores de diferentes marcas de gafas de sol y equipos ópticos y oftalmológicos, pero la actividad más importante de Indo ha sido siempre la fabricación de lentes oftálmicas y la tecnología aplicada a las mismas.
Desde 1987, Indo entró a cotizar en la Bolsa de Madrid, como Jorge Cottet e Hijos, propietarios de la Óptica Cottet, el Portal del Ángel en Barcelona, (siendo en aquellos momentos propietaria del 10 % del número total de acciones de Indo). Jorge Cottet Sebile, presidente de Óptica Cottet, fue el presidente del Consejo de Administración de Indo hasta 2007, continuando Óptica Cottet como uno de los principales clientes-distribuidores de Indo en el campo oftalmológico.
En septiembre de 2013, la compañía entró en fase de liquidación. Tan solo dos años más tarde la Comisión Nacional del Mercado de Valores (CNMV) acordaba excluir de Bolsa sus acciones de las bolsas de valores de Madrid y Barcelona, así como del Sistema de Interconexión Bursátil, después de que los administradores concursales de la compañía lo solicitaran el 9 de octubre de 2015.
En junio de 2018, Sherpa Capital (que era entonces la propietaria) vendió la empresa Indo a Ergon Capital transfiriendo a él al mismo tiempo, todo el equipo directivo de la empresa.